# Lineární vysílání
Lineární vysílání je forma televizního nebo rozhlasového vysílání, kdy se pořady vysílají jeden za druhým podle předem přepraveného programu, přičemž pořady bývají od sebe oddělené znělkami, reklamami, upoutávkami apod. Jde o tradiční způsob vysílání, který dlouhou dobu poskytoval jedinou možnost poslechu nebo sledování rozhlasových nebo televizních pořadů. Určité vybočení z lineárního vysílání přineslo rozšíření magnetofonů a videorekordérů, ale mnohem větší volnost volby poskytují až streamovací služby, které se rozšiřují po roce 2000.

## Základní charakteristiky
Základní charakteristiky lineárního vysílání:
- Pevně daný program: Vysílání se řídí předem připraveným programem, který divák nemůže ovlivnit.
- Jednosměrná komunikace: Informace proudí od vysílatele k divákovi, bez možnosti zpětné vazby nebo interakce.
- Sekvenční vysílání: Pořady jsou vysílány v daném pořadí a čase, jeden za druhým.
- Omezené možnosti přehrávání: Divák nemůže pořady přetáčet, pozastavovat nebo sledovat zpětně.
- Tradiční forma vysílání: Je to forma vysílání, která byla historicky dominantní a stále je široce používaná.[2]

### Nelineární vysílání
Opakem lineárního vysílání je vysílání nelineární (Non-linear Broadcast), kde si divák či posluchač vybírá, co bude sledovat (poslouchat). Příkladem nelineárního vysílání jsou videotéky, podcasting, TiVo, apod. Nelineární vysílání nabízí:
- Možnost výběru obsahu: Divák si může vybrat, co a kdy bude sledovat (např. VOD služby, podcasty).
- Interakce s obsahem: Divák může ovládat přehrávání (přetáčet, pozastavovat, opakovat).
- Individuální volba: Divák má větší kontrolu nad svým zážitkem ze sledování.

I přes rostoucí popularitu nelineárních forem vysílání zůstává lineární televize důležitou formou zábavy a zpravodajství pro mnoho lidí. Běžné lineární vysílání může koexistovat se streamovacími službami.